# 軟擬花鮨
軟擬花鮨，又稱軟擬花鱸，為輻鰭魚綱鱸形目鱸亞目鮨科的其中一種，分布於西印度洋的阿曼灣海域，棲息深度14-30公尺，體長可達16公分，生活在岩石底質海域，為底棲性魚類，屬肉食性，生活習性不明。

## 擴展閱讀
維基物種上的相關：軟擬花鮨